# Tahoma (betűkép)
A Tahoma Matthew Carter által a Microsoft részére 1999-ben kivitelezett sans-serif betűkép. Szinte teljesen azonos a Verdana betűképpel, annyi különbséggel, hogy a betűk valamivel keskenyebbek és a betűk közti szabad hely kevesebb.

## Lásd még
- Betűképek listája